# Homolophus afghanum
Homolophus afghanum is een hooiwagen uit de familie echte hooiwagens (Phalangiidae).